# Let Malaysia Airlines 17
Let Malaysia Airlines 17 (MH17) byl pravidelný let společnosti Malaysia Airlines z amsterdamského mezinárodního letiště Schiphol s cílem plánovaného doletu na mezinárodní letiště Kuala Lumpur, který byl proveden dopravním letadlem Boeing 777. Toto letadlo bylo 17. července 2014 zasaženo raketou ruské výroby, patřící do protiletadlového raketového kompletu Buk, a poté se zřítilo poblíž vesničky Hrabove severně od města Torez v Doněcké oblasti na Ukrajině. Zahynulo všech 298 lidí na palubě letadla. Pro společnost Malaysia Airlines to byla po zmizení letu 370 v březnu 2014 už druhá ztráta letadla ve stejném roce.
Vyšetřováním byly pověřeny Nizozemský bezpečnostní úřad (DSB) a nizozemský Společný vyšetřovací tým (JIT). JIT 13. října 2015 dospěl k závěru, že let Malaysia Airlines 17 byl sestřelen raketou odpálenou z protiletadlového systému 9K37 Buk. Protiletadlový raketový systém Buk, dopravený v den sestřelu z Ruska, patřil 53. protiletadlové raketové brigádě Ruské federace z města Kursk. Podle zprávy komise došlo k odpálení rakety na území ovládaném proruskými separatisty. Použitý komplet byl poté odvezen zpět do Ruska.
Zjištění DSB a JIT jsou v souladu s dřívějšími tvrzeními amerických a německých zpravodajských zdrojů a tvrzeními ukrajinské vlády. Na základě závěrů JIT vlády Nizozemska a Austrálie shledaly Rusko odpovědným za zapojení systému Buk do válečného konfliktu.
Ruská vláda popřela účast na sestřelení letadla. Ze zničení letadla obviňovala ukrajinskou vládu. Ruskem podporovaní separatisté zpočátku popírali, že by letadlo sestřelili, a že by vůbec měli prostředky jako rakety Buk, aby mohli letadlo sestřelit. Ruské orgány se výrazně zapojily na obranu separatistů, popíraly jejich vinu, obviňovaly ze sestřelení ukrajinské jednotky a předkládaly množství svých verzí zničení letu MH17, včetně tvrzení státních televizních stanic o sestřelu ukrajinským stíhacím letounem. Podle další verze ruského ministerstva obrany se mělo podle sériových čísel rakety dát odvodit, že raketa z roku 1986 patřila ukrajinskému pluku se stanovištěm u Lvova. Všechny tyto rakety byly prý v Rusku vyřazeny a zlikvidovány po roce 2011.
Tyto verze byly postupně odhalovány jako dezinformace.
Ředitel nizozemského bezpečnostního úřadu uvedl, že se ukázalo jako nedostatečné, když ukrajinské úřady neuzavřely celý vzdušný prostor nad oblastí konfliktu, ale jen nižší letové hladiny. Uvedl také, že: „Nikdo se nedomníval, že civilnímu dopravnímu letounu hrozí jakékoliv nebezpečí. Všichni byli přesvědčeni, že vzdušný prostor je bezpečný.“ Během tří dnů – den před až den po tragédii – přelétalo vzdušný prostor v dané oblasti 160 různých dopravních letadel patřících 61 společnostem.
V červenci 2015 Malajsie vznesla k Radě bezpečnosti OSN návrh na stíhání viníků sestřelu před mezinárodním tribunálem, který získal většinovou podporu členských států Rady, ale byl vetován Ruskem.

## Průběh letu

Trasa letu přes vzdušný prostor Nizozemska, Německa, Polska a Ukrajiny

Letoun odstartoval z amsterdamského mezinárodního letiště Schiphol ve čtvrtek 17. července ve 12.14 místního času (SELČ), předpokládaný přílet na mezinárodní letiště v Kuala Lumpuru byl v 00.00 (18. července, 6.00 lokálního času). Poslední kontakt malajsijské společnosti s letadlem proběhl ve 14.15. Stroj se zřítil nedaleko vesnice Hrabove, severně od města Torez v Doněcké oblasti, přibližně 50 km od ukrajinsko-ruské hranice, v lokalitě kontrolované proruskými separatisty.
Podle Evropské organizace pro bezpečnost leteckého provozu (Eurocontrol) nemělo letadlo žádné problémy. Před zřícením se pohybovalo ve výšce 10 tisíc metrů (33 tisíc stop), tedy 300 metrů nad úrovní zakázaného prostoru, který Ukrajina vymezila ve výšce 32 tisíc stop.

## Pasažéři a posádka
| Státní příslušnost obětí | Státní příslušnost obětí | Státní příslušnost obětí |
| Stát                     | Počet                    | Dvojí občanství          |
| ------------------------ | ------------------------ | ------------------------ |
| Austrálie                | 27                       | 1                        |
| Belgie                   | 4                        | 1                        |
| Filipíny                 | 3                        | 0                        |
| Hongkong                 | 0                        | 1                        |
| Indonésie                | 12                       | 0                        |
| Irsko                    | 0                        | 1                        |
| Itálie                   | 0                        | 1                        |
| Izrael                   | 0                        | 1                        |
| Jihoafrická republika    | 0                        | 1                        |
| Kanada                   | 1                        | 0                        |
| Malajsie                 | 43                       | 0                        |
| Nizozemsko               | 193                      | 0                        |
| Německo                  | 4                        | 0                        |
| Nový Zéland              | 1                        | 1                        |
| Rumunsko                 | 0                        | 1                        |
| Spojené království       | 10                       | 0                        |
| Spojené státy            | 0                        | 1                        |
| Vietnam                  | 0                        | 3                        |
| Celkem                   | 298                      |                          |

V letadle letělo 283 pasažérů dvanácti národností a 15 členů posádky malajsijské národnosti. Mezi cestujícími byli mimo jiné odborníci na infekci virem HIV, kteří letěli na konferenci o epidemii AIDS v australském Melbourne, včetně Joepa Lange.

## Následky
Letoun se rozpadl ještě ve vzduchu a trosky se zřítily na území ovládané Ruskem podporovanými separatisty. Všech 298 lidí na palubě letadla zahynulo, nejvíce obětí pocházelo z Nizozemska. Trosky byly rozprostřeny na velkém území, kolem 20 km². Oblast dopadu vzali pod kontrolu separatisté, kteří sice umožnili volný přístup záchranným týmům, ovšem bránili ve volném pohybu vyšetřovatelům. Mezinárodní tým vyšetřovatelů získal přístup do oblasti až po několika dnech. Obě černé skříňky také nalezli a vyzvedli separatisté, kteří je až po několika dnech (23. 7.) předali v Doněcku malajsijským vyšetřovatelům. Dlouho také nebyl jasný osud mrtvých těl. Objevovaly se zprávy, že zůstávají na místě nálezu a tlejí. Nakonec se vyjasnilo, že byla uskladněna do chladírenských vagónů u města Torez. Odtud byla následně převezena přes Doněck do Charkova. Zde si je vyzvedli nizozemští představitelé. Po identifikaci v Nizozemsku byly ostatky obětí repatriovány do příslušných zemí.
V důsledku katastrofy uzavřela Ukrajina letový prostor nad východní Ukrajinou pro veškeré lety ve všech letových výškách. Letový prostor nad Doněckou oblastí byl již od 1. července 2014 uzavřen až do výšky 26 000 stop (7 900 m), od 14. července 2014 pak až do výšky 32 000 stop (9 800 m). Řízení letového provozu Eurocontrol vydalo prohlášení, dle kterého byl v okamžiku ztráty kontaktu let MH 17 v letové výšce 33 000 stop (10 060 m), tedy nad hranicí uzavřeného prostoru. Letadla některých letových společnosti, například Qantas, Korean Airlines či British Airways se již několik měsíců před katastrofou oblasti vyhýbala kvůli obavám z bezpečnosti letu, nicméně další aerolinie, například Aeroflot, Lufthansa, Virgin Airways, Transaero či Turkish Airlines oznámily, že se nadále budou vyhýbat dotčenému ukrajinskému vzdušnému prostoru až po nehodě.

## Vyšetřování
Den po nehodě se sešli k trojstrannému jednání zástupci Organizace pro bezpečnost a spolupráci v Evropě (OBSE), Ukrajiny a Ruska. Po videokonferenci se zástupci proruských rebelů tito přislíbili „bezpečný přístup a záruku bezpečnosti“ pro mezinárodní vyšetřovací komisi a spolupráci s ukrajinskými úřady a pozorovateli OBSE. Avšak hned 18. července ozbrojenci zabránili týmu OBSE v přístupu na místo neštěstí. Po 75 minutách marného čekání na místě se tým vrátil do Doněcku. První dva dny po neštěstí, 18. a 19. července ozbrojenci bránili týmu OBSE a mezinárodním pozorovatelům ve svobodném vyšetřování na místě katastrofy.
Zástupce ukrajinského ministerstva zahraničí oznámil, že těla byla převezena k ohledání a identifikaci do Charkova, asi 270 kilometrů severně od místa dopadu. K 18. červenci bylo nalezeno 181 těl. Téhož dne bylo oznámeno, že jedna ze dvou černých skříněk nacházejících se na palubě letounu je v rukou separatistů; ti to však popřeli. Ve stejný den oznámil zástupce separatistické tzv. Doněcké lidové republiky, že obě černé skříňky byly nalezeny jejich záchrannými týmy. Nebyl však schopen sdělit, kde se momentálně nachází.
19. července ukrajinský představitel prohlásil před zástupci tisku, že separatisté odvezli z místa neštěstí 38 těl za účelem odstranění střepin z vybuchlé rakety a zničení důkazů. V tisku se objevily zprávy o okrádání obětí o kreditní a debetní karty. Ukrajinské úřady vyzvaly příbuzné obětí k preventivnímu zablokování těchto karet. Předseda nizozemské vlády Mark Rutte 19. července vyjádřil znechucení nad nedostatkem respektu k osobním věcem obětí a šok nad neúctou k mrtvým tělům.
23. července Alexandr Chodakovskij, vůdce žoldnéřského praporu Vostok, připustil, že v době pádu letadla separatisté systémem Buk disponovali. Také naznačil, že systém pocházel z Ruska, kam byl zřejmě po katastrofě letu MH-17 opět navrácen.
Vlády Malajsie a Nizozemska požadovaly zřízení speciálního tribunálu OSN, který by měl být vybaven pravomocí zjistit a potrestat viníky, v čemž je podpořily i vlády Austrálie, Belgie a Ukrajiny, avšak představitelé ministerstva zahraničních věcí Ruské federace označili takový krok za „nešťastný a kontraproduktivní“, a pro Rusko nepřijatelný. Ruský prezident Putin jej odmítl i v telefonickém rozhovoru s nizozemským premiérem Ruttem a návrh na jeho zřízení byl 29. července 2015 Ruskem v RB OSN vetován.
13. října 2015 oznámil Nizozemský bezpečnostní úřad, odpovědný za leteckou bezpečnost, že let Malaysia Airlines 17 byl sestřelen raketou odpálenou z protiletadlového systému 9K37 Buk.
V prosinci roku 2017 byla uveřejněna zpráva investigativních deníků, že řízení sestřelení tohoto letadla s největší pravděpodobností osobně řídil, či jinak koordinoval dráhu letu rakety BUK ruský generálplukovník Nikolaj Fjodorovič Tkačev (rusky Николай Фёдорович Ткачёв), oslovovaný vojáky jako Delfín (rusky Дельфин).

### Příčina

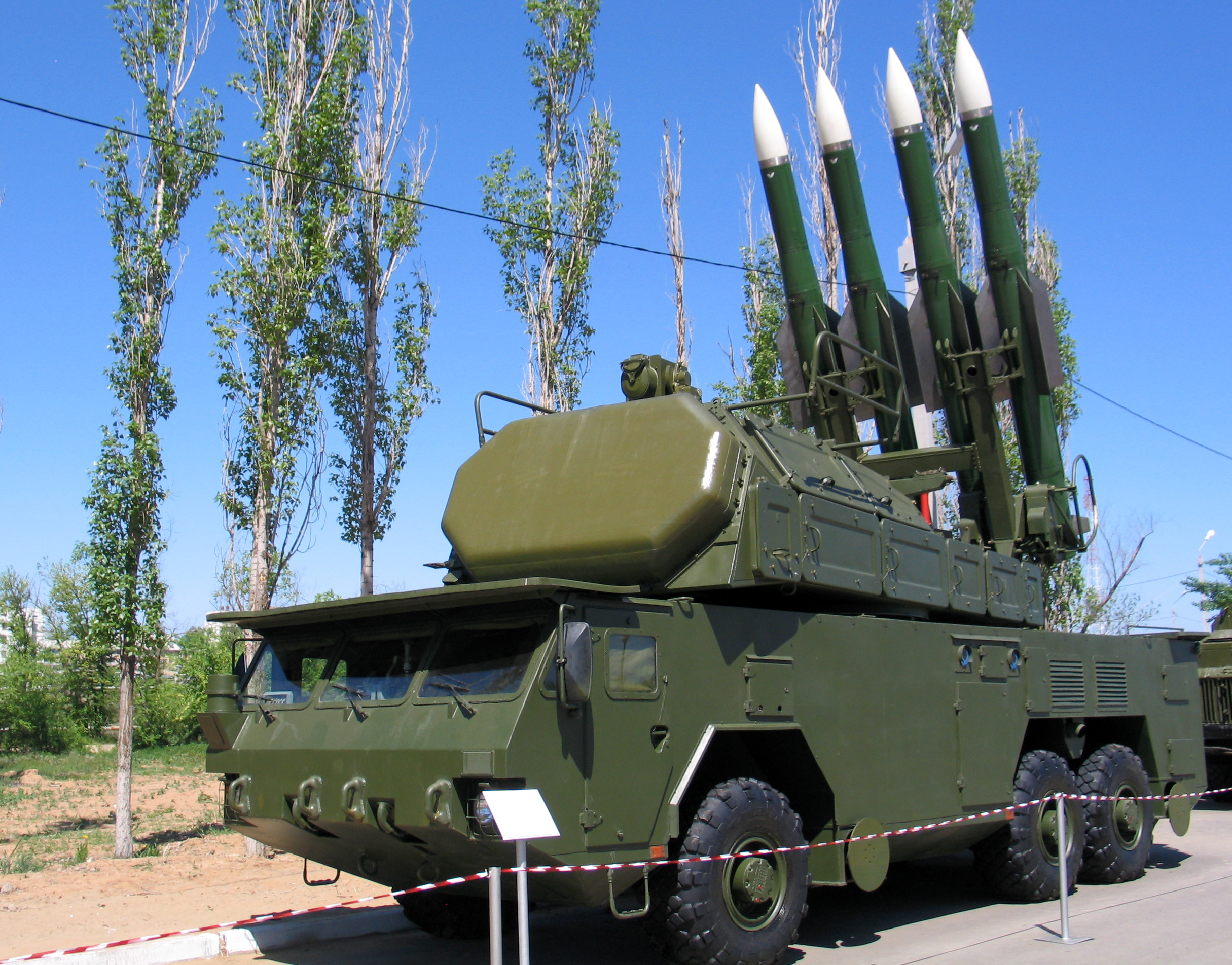
Protiletadlový systém Buk-M2

Za bezprostřední příčinu pádu letadla byl nizozemskými vyšetřovateli označen zásah raketou země-vzduch. Ukrajinští představitelé od začátku považovali za nejpravděpodobnější příčinu neštěstí právě sestřelení raketou země-vzduch. Stejný názor vyjádřily i americké úřady. Bylo téměř jisté, že šlo o raketu vypálenou protiletadlovým systémem Buk, jelikož se jedná o jediný typ rakety země-vzduch používaný v dané oblasti, schopný zasáhnout cíl v tak vysoké letové výšce. Systém Buk mají ve své výzbroji jak Ukrajinci, tak Rusové.
Video zachycující vrak sestřeleného malajsijského Boeingu 777 na východě Ukrajiny zveřejnila společnost News Corp Australia. Záznam bezprostředně po pádu letounu 17. července 2014 pořídili povstalci, kteří se mezi ještě hořícími troskami a mrtvými těly probírali věcmi včetně osobních zavazadel pasažérů a s překvapením zjišťovali, že se jedná o cizince a letoun byl civilní.
Dne 9. září 2014 byla zveřejněna předběžná zpráva nizozemských vyšetřovatelů. Zpráva jednoznačně vyloučila, že by se letoun zřítil v důsledku technického selhání, chyby pilota nebo leteckého dispečinku. Pád letadla způsobilo proražení trupu „vnějšími objekty“ letícími vysokou rychlostí. Poté se letadlo rozlomilo ve vzduchu. Vyšetřovatelé zároveň vyloučili, že by někdo manipuloval s černými skříňkami. Veškerá komunikace mezi letadlem a věží v Dněpropetrovsku skončila ve 13:20:03.
Dne 8. září 2014 zveřejnil publicista stanice BBC John Sweeney reportáž dokládající svědectvími místních obyvatel, že v době pádu letadla se v dané oblasti povstaleckého území vyskytoval raketový systém 9K37 Buk, jehož obsluha hovořila s ruským přízvukem. 19. března 2015 oznámila nizozemská stanice RTL, že na místě katastrofy byly nalezeny střepiny, odpovídající úlomkům z bojové hlavice rakety komplexu „Buk“, a agentura Jane's Information Group, specializovaná na oblast vojenství a obranných technologií, informovala 18. března, že předběžné závěry vyšetřování, uniklé do nizozemských médií, nasvědčují tomu, že stroj byl sestřelen raketou systému Buk-M1-2 ruských ozbrojených sil a pravděpodobně s ruskou obsluhou. Vyšetřovací komise Onderzoeksraad Voor Veiligheid však uvedla, že vyšetřování stále pokračuje a zaměřuje se i na mnoho dalších indicií než pouze na střepiny bojové hlavice, aby mohla své konečné závěry opřít o vícečetné důkazy, zejména s ohledem na potvrzení vztahu mezi materiálními důkazy a místem nálezu. 3. dubna 2015 byla také nizozemskou policií zveřejněna výzva hledající osoby schopné poskytnout svědectví o pohybech bílého podvalníku značky Volvo přepravujícího 17. a 18. července 2014 vozidlo systému Buk v oblasti Donbasu a samotného samohybného systému v okolí města Snižne, případně i další detaily, vztahující se k jeho obsluze a její identitě.
Studie veřejně dostupných informací, jako třeba zpravodajství a profilů ruských vojáků na sociálních sítích, podniknutá investigativní platformou Bellingcat, došla k závěru, že s velkou pravděpodobností šlo o vozidlo náležející k 53. protiletadlové raketové brigádě Ruské federace.
Ve své závěrečné zprávě zveřejněné v říjnu 2015 nizozemští vyšetřovatelé explicitně vyloučili, že by letadlo bylo zasaženo raketou vzduch-vzduch, výbuchem bomby na palubě nebo zásahem meteoritu. Sestřel byl proveden hlavicí 9N314M nesenou raketou řady 9M38. Agentura Bellingcat přinesla ve svých pátrání důkazy, že tento systém byl v inkriminované době součástí výzbroje ruské armády.
V květnu 2016 vydala skupina investigativních žurnalistů Bellingcat zprávu, ve které prohlašuje, že vypátrala původ odpalovacího zařízení protiletadlových raket Buk. Součástí zprávy jsou důkazy o konkrétním Buku ruské armády pomocí řady fotografií a videí, pocházející jak od vojáků, tak od místních obyvatel. Ruské orgány hodnověrnost zprávy zpochybnily.

### Ukrajinský postoj
Ukrajinská vláda ihned po neštěstí obvinila separatisty s tím, že letadlo sestřelili z Ruska dodaným protiletadlovým systémem Buk. Většina předkládaných indicií je založena na odposleších telefonních hovorů mezi separatisty. Ověření pravosti těchto odposlechů, případně totožnosti odposlouchávaných osob, je ovšem problematické. Služba bezpečnosti Ukrajiny (SBU) zveřejnila nahrávky rozhovorů mezi vůdci separatistů, ve kterých tito hovoří o sestřelení civilního letadla. Dle jedné z těchto nahrávek byl let MH 17 sestřelen skupinou proruských separatistů operujících ze stanoviště v blízkosti obce Čornuchine v Luhanské oblasti, zhruba 80 km severovýchodně od Doněcku. Další nahrávka dle ukrajinských úřadů naznačuje, že systém Buk byl na místo dopraven z Ruska a obsluhován ruskou posádkou.
Různé zdroje též poukazují na zprávu na sociálních sítích připisovanou jednomu z vůdců separatistů Igoru Strelkovovi, občanovi Ruské federace a plukovníku zpravodajské služby ruských ozbrojených sil v záloze. Zpráva, která se objevila následně po neštěstí, oznamovala sestřelení letounu An-26 ukrajinské armády. Ukrajinské úřady se domnívají, že došlo k záměně vojenského letadla za civilní chybou obsluhy a že nějakou dobu po sestřelu se ozbrojenci domnívali, že sestřelili vojenský letoun. Teprve po prozkoumávání trosek zjistili omyl. Zpráva byla o několik hodin později smazána a ruská strana popřela, že by Igor Strelkov měl na příslušné síti oficiální účet. Ukrajinský ministr zahraničí Pavlo Klimkin prohlásil, že žádný z ukrajinských protiletadlových systémů Buk se nenacházel v blízkosti místa katastrofy. Zároveň popřel, že by se v uplynulých týdnech některého systému zmocnili separatisté.

### Ruský postoj a dezinformace
V prvotním reakci zveřejnilo zpravodajství ruské televize Lifenews informace o sestřelení ukrajinského letounu An-26 silami proruských separatistů. Teprve když se ukázalo, že bylo sestřeleno civilní letadlo, zpráva přestala být zveřejňována a zpravodajství o neštěstí změněno ve smyslu pozdějšího ruského postoje. Z webu stanice bylo původní zpravodajství smazáno.
Ruská strana poté obvinila Ukrajinu z neschopnosti dohodnout na východní Ukrajině příměří a nepřímo naznačila, že za sestřelení je zodpovědná ukrajinská armáda. Dle ruských úřadů bylo letadlo buď sestřeleno ukrajinskou protiletadlovou baterií nebo stíhacím letounem Su-27 či Su-25. Přičemž bitevní letoun Suchoj Su-25 není standardně schopen vystoupat do letové výšky sestřeleného letadla a musel by tak sestřelené letadlo ostřelovat z palubního kanónu s pomocí laserového mířidla na vzdálenost tří kilometrů. Nizozemská zpráva sice připouští, že i letoun Suchoj Su-25 je schopen pohybovat se v desetitisícové výšce a zaútočit na civilní letoun, avšak podle ní druh poškození letadla tento scénář vylučuje.
Ruská verze předpokládající sestřelení ukrajinským letounem se opírá především o záznamy primárního radaru, který oficiálně zveřejnilo Ministerstvo obrany RF a na kterém je v okamžiku nehody zaznamenán v těsné blízkosti letadla MH 17 manévr ukrajinského vojenského letounu (možná Su-35). Dále o svědectví lidí, kteří měli vidět dva stíhací letouny v blízkosti letu MH 17 krátce před nehodou či dokonce střelu vypálenou jedním z nich na letoun.[zdroj⁠?!] Ruské úřady též poukazují na zprávy na Twitteru[zdroj⁠?!] od údajného leteckého kontrolora španělského původu pracujícího na Ukrajině, dle kterého měl být let MH 17 doprovázen dvěma ukrajinskými stíhacími letouny až do doby tři minuty před jeho zmizením z radaru. Twitterový účet byl ovšem následně zrušen a totožnost příslušné osoby se nepodařilo ověřit.
Teorii o sestřelení letadla ukrajinským protiletadlovým systémem Buk měly podpořit údajné družicové snímky, zveřejněné ministerstvem obrany Ruské federace, podle kterých mělo být letadlo MH-17 v době zásahu v dosahu dvou baterií ukrajinských Buků.[zdroj⁠?!] Navíc v té době měla být zaznamenána vysoká aktivita radarových komponent systému Buk.[zdroj⁠?!] Dne 18. července mluvčí ruského ministerstva obrany sdělil novinářům, že 17. července zachytily ruské radarové stanice činnost radarové stanice 9S18 Kupol, zaměřovače pro systém Buk, z Ukrajinci kontrolované oblasti u vesnice Styla, 30 km jižně od Doněcku. Investigativní platforma Bellingcat s vysokou mírou pravděpodobnosti dovodila, že ruské satelitní snímky, předložené 21. července 2014, které měly dokázat pohyb ukrajinské armády, jsou staré několik měsíců a pozměněné programem Photoshop.
14. listopadu byly v Rusku uveřejněny fotografie, podle kterých se poblíž letadla pohybovala stíhačka. Ta měla po Boeingu vypálit střelu vzduch-vzduch. Fotografie a video zveřejnil první kanál ruské státní televize s oznámením, že byly anonymně odeslány e-mailem prvnímu viceprezidentovi Ruského svazu inženýrů Ivanovi Andrijevskimu. Uživatelé sociálních sítí posléze televizi usvědčili z podvodu, protože odhalili, že se jedná o fotomontáž s využitím staré fotomapy a s nerealistickými proporcemi letadla.
Ruská média 6. května 2015 uveřejnila další družicové snímky, které měly dokládat sestřel letu MH 17 raketou systému Buk, odpálenou z území ovládaného v té době ukrajinskými ozbrojenými silami. Jejich věrohodnost je ovšem pochybná, zpochybněny byly například ukrajinskou stranou nebo německým deníkem Bild.
V červnu 2015 ruská média zveřejnila tvrzení zběhnuvšího mechanika Ukrajinského letectva Jevgenije Agapovova, který měl dosvědčit odpovědnost pilota ukrajinského bojového letounu Suchoj Su-25 Vladislava Vološina za sestřel letu MH 17. Jeho tvrzení jsou však v rozporu s důkazy, shromážděnými vyšetřovateli. Pilot Vološin byl nalezen v březnu 2018 ve svém bytě zastřelený, pravděpodobně spáchal sebevraždu.
Britský list The Guardian v říjnu 2015 upozornil, že podle zveřejněné nizozemské zprávy se ruská strana snažila o zatajení příčiny neštěstí, například při pitvě kapitána letadla se pokusili z těla odstranit kovové střepiny rakety Buk.
Dále ruská strana tvrdila, že systém Buk, který sestřelil let MH17, byl zastaralý a Rusko jej dle Ministerstva obrany vyřadilo z výzbroje v roce 1999 a Ukrajina prý tento typ prodala do Gruzie v roce 2007.
"MH17 je úplně jasný příklad, jak funguje ruská propaganda," říká Brian Whitmore, analytik Rádia Svobodná Evropa.

### Zprávy vyšetřovatelů
Dne 28. září 2016 mezinárodní vyšetřovací komise oznámila, že let byl sestřelen raketou 9K37 Buk odpálenou z území ovládaného proruskými separatisty. Raketový systém byl podle ní přivezen z Ruska a tam se po odpalu vrátil.
Tým složený z nizozemských, belgických, australských a ukrajinských expertů na konferenci prezentoval předběžné výsledky vyšetřování pádu letadla.
Dne 17. července 2017 uveřejnila nezávislá vyšetřující skupina Bellingcat 73stránkovou zprávu, shrnující všechny hlavní důkazy o pachatelích sestřelení letu MH17, pocházející z otevřených zdrojů. Obsah zprávy lze shrnout do těchto bodů:
- Mezi 23. a 25. červnem 2014 přepravila ruská 53. protiletadlová raketová brigáda řadu vozidel na pozice v blízkosti hranice s Ukrajinou. Mezi těmito vozidly byl i Buk 332.
- Dne 17. července 2014 se tento Buk 332 nacházel již na území Ukrajiny. V Doněcku byl naložen na červený podvalník, na kterém přejel na východ do města Snižne.
- Po příjezdu byl Buk 332 vyložen a po vlastní ose přejel na jih na pole mimo město.
- Buk 332 vystřelil raketu, která sestřelila letadlo MH17.
- Ráno 18. července 2014 byl tento Buk 332 natočen při průjezdu městem Luhansk. Je zřetelně vidět, že mu chybí jedna raketa.
- Buk 332 se vrátil do Ruska.
- 21. července 2014 představilo ruské ministerstvo obrany řadu vymyšlených či zavádějících informací o dráze letu MH17, údajích z radarů, místu natočení videa v Luhansku z 18. července 2014, včetně špatně datovaných či značně upravených satelitních snímků.
- Nebyly předloženy žádné důvěryhodné důkazy podporující tvrzení, že by se v oblasti nacházel 17. července 2014 jakýkoli ukrajinský Buk.

Mezinárodní vyšetřovací tým v předběžných závěrech vyšetřování zveřejněných v květnu 2018 uvedl, že raketový systém použitý k sestřelení letadla byl součástí ruských ozbrojených sil, a to jejich 53. protivzdušné brigády.
Rusko nesouhlasí se závěry vyšetřovatelů, podle něj vyšetřovatelé využívají pochybné zdroje informací a ignorují důkazy poskytnuté Moskvou. Mahathir Mohamad, premiér státu Malajsie, které patřil dopravní letoun, v roce 2019 také nesouhlasil s dosavadními výsledky vyšetřování katastrofy. Podle malajsijského premiéra jde o protiruské spiknutí. „Jsme velmi nespokojení. Od samého začátku šlo o politickou kampaň s cílem obvinit Rusko“, uvedl 93letý Mahathir Mohamad a dodal, že podle něj zatím nebyly předloženy žádné pádné důkazy o vině Ruska. Malajsie je sama součástí společného vyšetřovacího týmu vedeného Nizozemskem (JIT). Po zahájení procesu se třemi obviněnými vydalo 7. března 2020 malajské ministerstvo zahraničí prohlášení: „Je to významný milník k nalezení pravdy a nastolení spravedlnosti pro oběti letu tragédie MH 17.“
8. února 2023 nizozemští vyšetřovatelé oznámili, že během vyšetřování narazili na výrazné indicie, dle nichž o vyslání systému Buk, jímž byl čin spáchán, na Ukrajinu, rozhodl osobně ruský prezident Vladimir Putin, ale nepodařilo se jim získat dostatečné důkazy pro zahájení jeho trestního stíhání před mezinárodním tribunálem.

### Soudní řízení
V prohlášení z 5. července 2017 vydaným nizozemským ministerstvem zahraničí bylo oznámeno, že země zastoupené v mezinárodní vyšetřovací komisi budou stíhat všechny identifikované podezřelé ze sestřelení letu MH17 v Nizozemsku a podle nizozemského práva. Smlouva mezi Nizozemskem a Ukrajinou, které umožnila Nizozemcům stíhat obvinění v případech všech 298 obětí bez ohledu na jejich státní příslušnost, byla podepsána 7. července 2017 a právní moci nabyla 28. srpna 2018. 21. března 2018 navrhla nizozemská vláda parlamentu právní úpravu umožňující stíhání podezřelých v Nizozemsku podle tamního práva.
Dne 19. června 2019 nizozemská prokuratura obvinila čtyři lidi z vraždy v souvislosti se sestřelením letadla. Konkrétně jde o tři ruské státní příslušníky Igora Girkina (zvaného Strelkov), Sergeje Dubinského a Olega Pulatova, a také ukrajinského občana Leonida Charčenka. Na všechny podezřelé byl vydán mezinárodní zatykač. Podezřelý por. Pulatov vyjádřil záměr se soudního řízení účastnit a vyslal do Nizozemska svého právního zástupce. Soudní řízení začalo 9. března 2020 před okresním soudem v Haagu. Všichni čtyři muži byli v době sestřelení letadla vysokými funkcionáři proruských separatistů.
Dne 10. července 2020 oznámila Nizozemská vláda podání žaloby na Rusko k Evropskému soudu pro lidská práva kvůli „jeho roli v sestřelení“ letu MH17.
Dne 14. března 2022 nizozemská a australská vláda zahájily u Mezinárodní organizace pro civilní letectví soudní řízení proti Rusku s cílem pohnat Moskvu k odpovědnosti za její údajný podíl na sestřelení letu MH17 společnosti Malaysia Airlines.
Dne 17. listopadu 2022 soud v Haagu usvědčil ze sestřelení letu MH17 dva Rusy (Igor Girkin a Sergej Dubinský, odsouzeni v nepřítomnosti k trestu odnětí svobody na doživotí) a jednoho Ukrajince (Leonid Charčenko, byl zastupován), naopak zproštěn viny pro nedostatek důkazů byl Rus Oleg Pulatov. Podle soudu byla použitá raketa ruské výroby a byla odpálena z východu Ukrajiny, který tehdy Moskva kontrolovala. Odsouzení zůstávají na útěku a Moskva již uvedla, že Girkina ani Dubinského nevydá a náhradu škody platit nebude. Očekává se, že rodiny obětí brzy podají žalobu proti Rusku, která umožní ve prospěch poškozených zabavovat ruský majetek na Západě. Proti rozsudku je možné se do 14 dnů odvolat. Pokračuje pátrání po možných podezřelých na vyšších stupních velení.

### Uzavření vyšetřování
Mezinárodní organizace pro civilní letectví (ICAO) označila 12. května 2025 Rusko za zodpovědné za sestřelení malajsijského letadla na lince MH17 nad okupovanou částí Ukrajiny. ICAO stanovuje celosvětové letecké standardy, ale přestože nemá regulatorní pravomoci, většina ze 193 členských států OSN tyto standardy přejímá. Rusko však v létě 2024 z organizace vystoupilo.